# Ottakring
Ottakring Bécs XVI. kerülete. Ottakring Hernals, Josefstadt, Neubau, Rudolfsheim-Fünfhaus és Penzing kerületekkel határos.

## Földrajza
Ottakring Bécs nyugati részén található a Gürtel és a Bécsi-erdő közötti területen. Északról Hernals, keletről Josefstadt és Neubau kerületek, valamint délről Rudolfsheim-Fünfhaus és Penzing kerületek határolják. A kerület legmagasabb pontja a 449 méter magas Gallitzin-hegy.
A kerületre jellemző épületek meglehetősen változatosak: a Gürtel közelében sűrűn lakott a kerület valamint gyárak, üzemek találhatók, míg a Gürteltől kifelé villák és kertes házak találhatók.
A kerület területének 36%-a zöldterület, 45.4%-a beépített. Thaliastraße a kerület legfontosabb és legzsúfoltabb utcája, a kerület 1.23%-át mezőgazdasági területként használják fel. Egykor jelentős szőlőültetvény volt Ottakringben, ami miatt a borászat is kiemelkedő volt.

## Történelme

### Ottakring község
Az eredeti Ottakringet 1.000 éve alapították bajor telepesek, akik a Gallitzin-berg egy szűk erdős részét kiirtották, eredetileg Ottakringen az Ottakring nevű patak folyt, ami a mai Ottakringerstrasse, Abelegasse,Thaliastraße, Lerchenfelderstraße , Minoritenplatz nyomvonalán folyt a Duna-csatornába. A "régebbi Ottakring" teljesen megsemmisült az 1683-as Kahlenbergi csata következtében. A falu a patak Bécshez közelebbi szakaszán épült újjá, erre a településre amely 1980-as évekig maradt fenn, hivatkoztak a bécsiek a 19. és 20. század folyamán mint régi Ottakring.

### Bécs részeként
1888-ban Ferenc József elrendelte, hogy Bécshez csatolják a város környéki falvakat. Az alsó-ausztriai kormány megszavazta 1890-ben az Eingemeindung der Vororten zu Wien néven a törvény, amellyel lehetővé tették a bővítést. 1892-ben életbe lépett a törvény. A kezdeti ellenállás ellenére Ottakring és  Neulerchenfeld községek Bécs 16. kerületéhez csatolták, 106,861 lakossal.
Bécshez csatolása után a kerület lakossága robbanásszerűen megnőtt: 1910-re 177 ezer embert élt Ottakringben, a munkások száma jelentősen megnőtt annak ellenére, hogy nem volt elég munkalehetőség. Ez ösztőnzőleg hatott az iparnak, hogy itt létesítsen gyárakat.

### Világháborúk és hatásaik
Az első világháború jelentős lakásépítési programok zajlottak le: 1922 és 1934 között 28 Gemeindebau vagyis önkormányzati lakótelep-építés valósult meg, amikkel 4.517 lakás épült meg. Ezek közül a Sandleitenhof telepen 1587 lakás épült, amivel Bécs akkori legnagyobb lakótelepe volt. A gazdasági válság az 1930-as évekre súlyos hatással volt, mintegy 50%-os munkanélküliséget eredményezett.
1934-ben az osztrák polgárháború alatt jelentős bizonytalanságot és harcokat hozott. A helyi lázadók legyőzték az Osztrák Szociáldemokraták militánsait, az épületek viszont sértetlenek maradtak. A Kreitnergassén viszont jelentős harcok dúltak.
A második világháború alatt Bécs légvédelmét a Harmadik Birodalom délkeleti szárnya figyelte, a Gallitzin-hegy melletti Gaugefechtsstandról.
A háború után Ottakring Bécs francia megszállási övezetébe került. A kerület újjáépítése lassan indult csak újjá, a Negerdörfel nyomortelepet lebontották és új lakásokat építettek.

### Napjainkban
Komoly változást hozott Ottakringnek, hogy 1998-ra meghosszabbították a 3-as metróvonalat a kerületbe, amellyel közvetlen összeköttetést kapott a belvárossal, vonzóvá vált a befektetőknek így a metróállomás környékét rehabilitáltak.

## Részei
|  | - Neulerchenfeld - Ottakring |

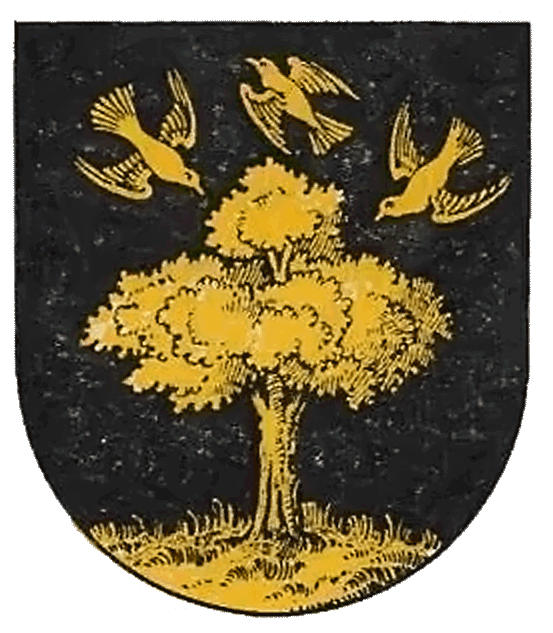
Neulerchenfeld címere
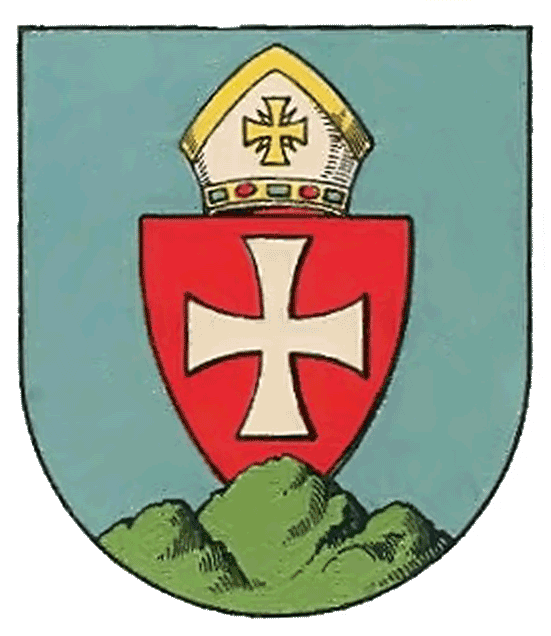
Ottakring címere

## Gazdaság
Ahogy Ottakringet Bécshez csatolták, úgy az ipar gyorsan megvetette a lábát. 1898-ben a Thaliastrassén dohánygyárat nyitottak meg, más jelentős helyi cégek a közé tartozott a fényképeket gyártó Herlango illetve az ipari gépgyártással foglalkozó Österreichische Industriewerke Warchalowski és Eißler & Co. AG. A kerület legnagyobb munkaadója a textilipar volt. A második világháború után számos ipari létesítményt áthelyeztek más kerületekbe. A kerület mai napig legismertebb cégei az Ottakringer Sörgyár és a Julius Meinl kávépörkölő.

## Látnivalók
- Jubiläumswarte a Gallitzinbergen
- A wilhelminenbergi kastély
- Az ottakringi múzeum
- Ottakringi temető

## Képek

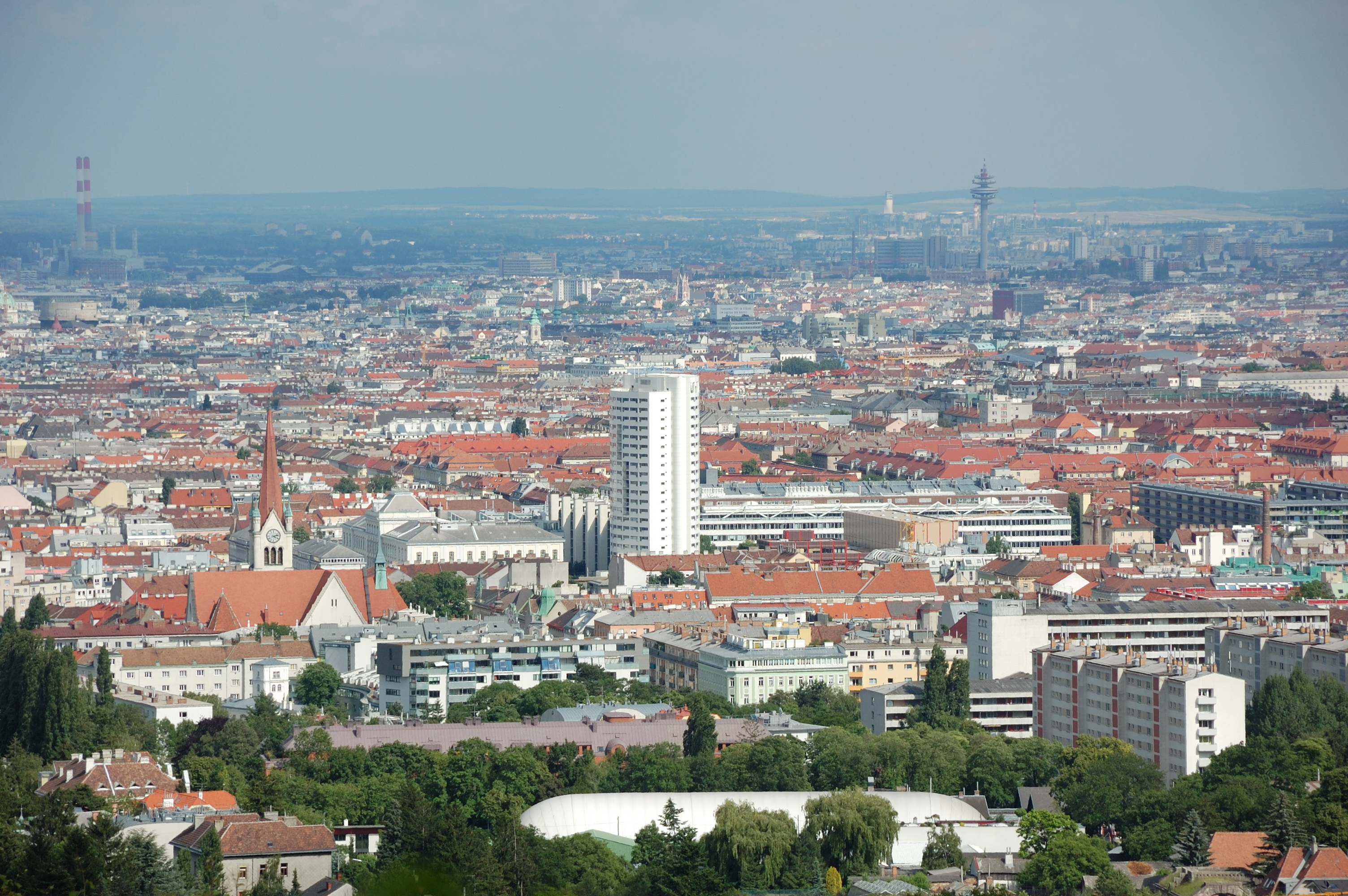
Kilátás a Gallitzinbergről
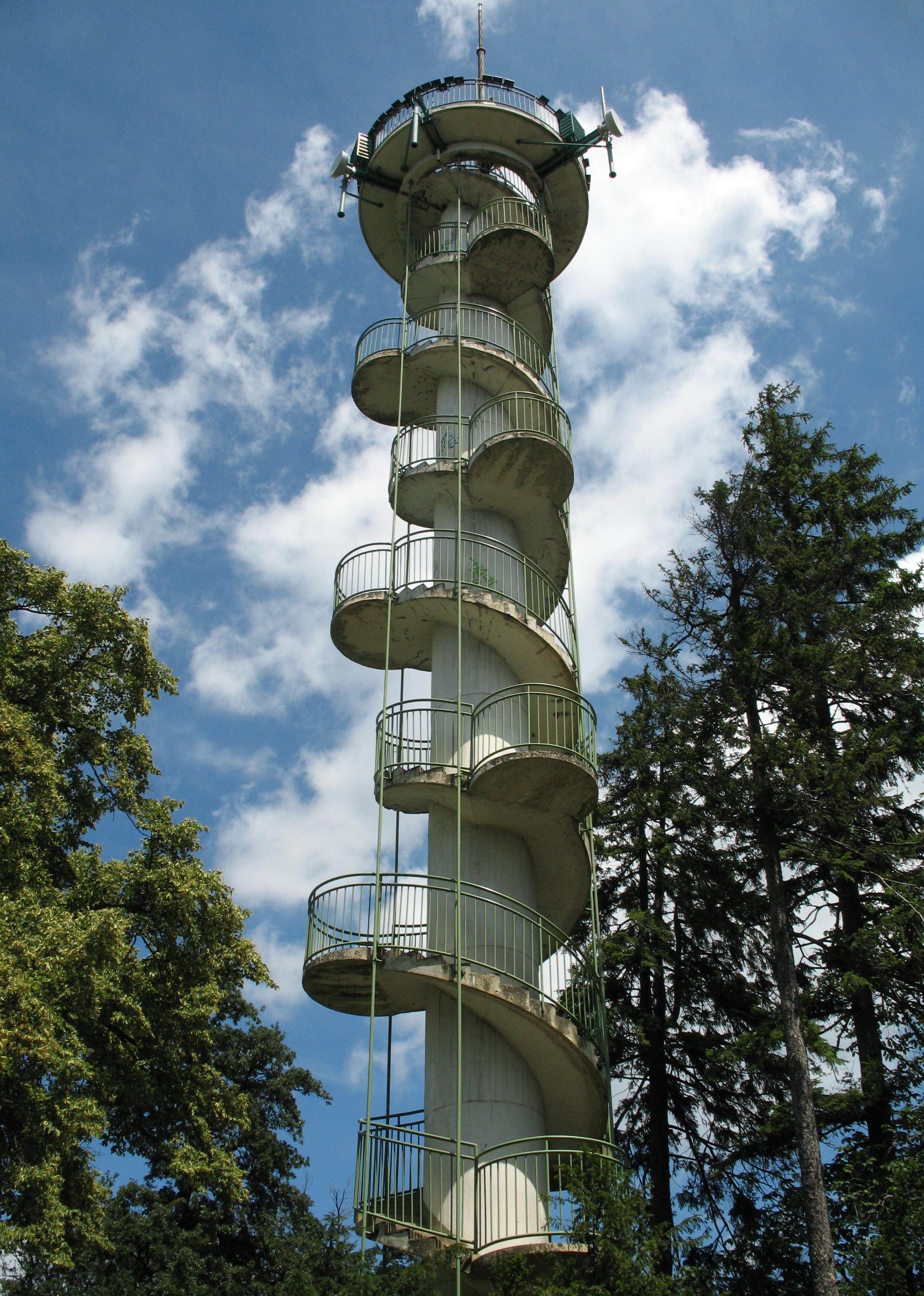
Jubiläumswarte a Gallitzinbergen
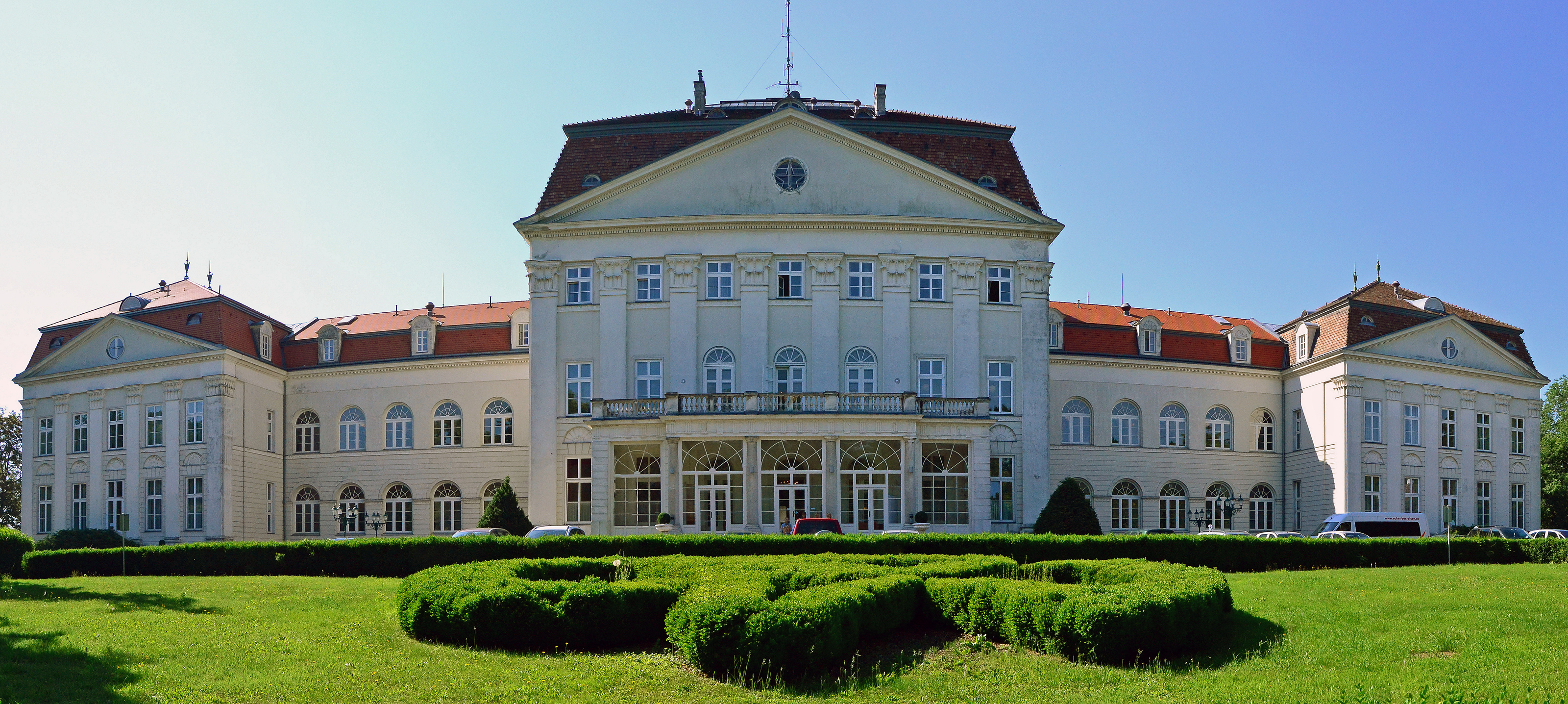
A wilhelminenbergi kastély
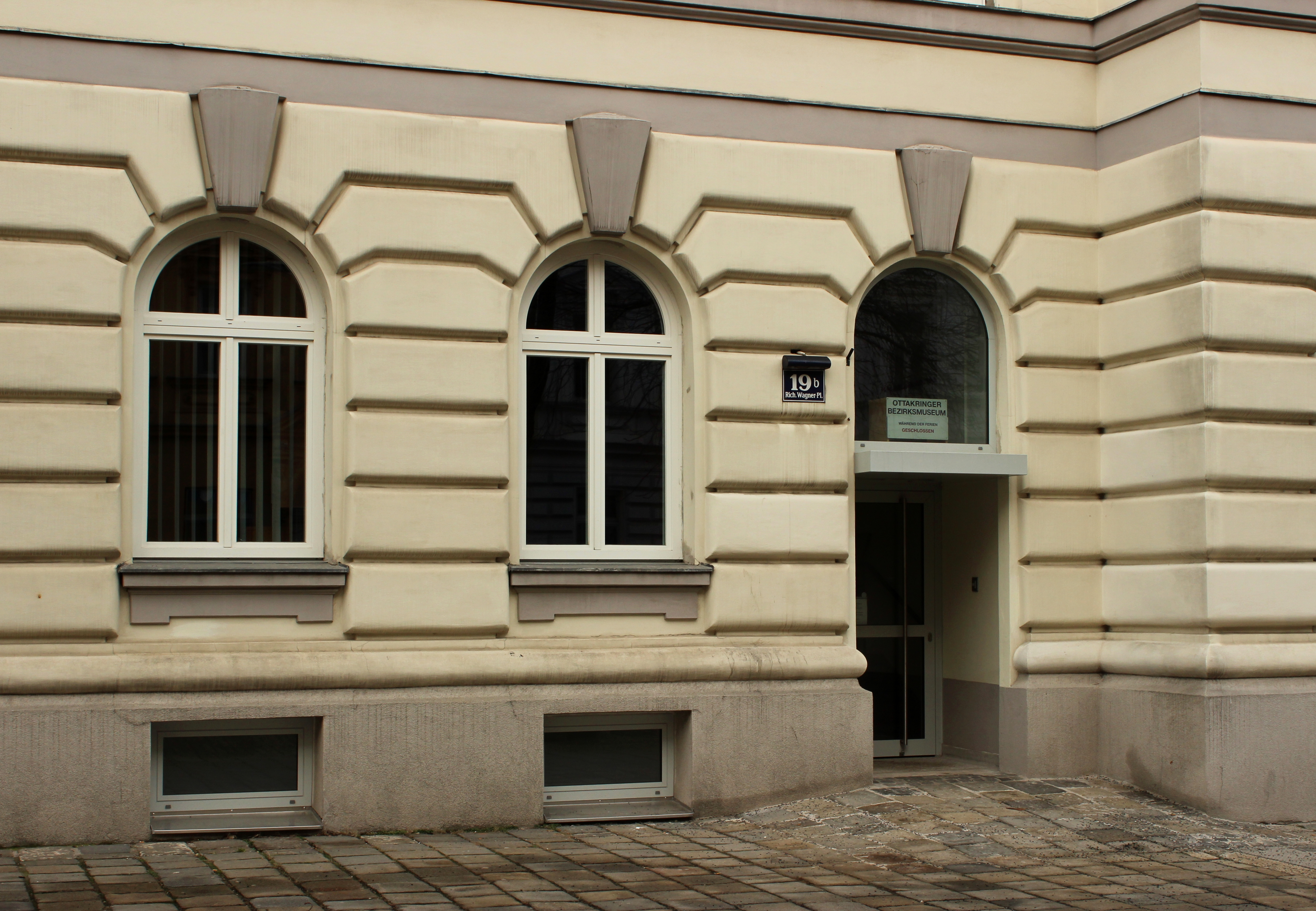
A múzeum bejáratja
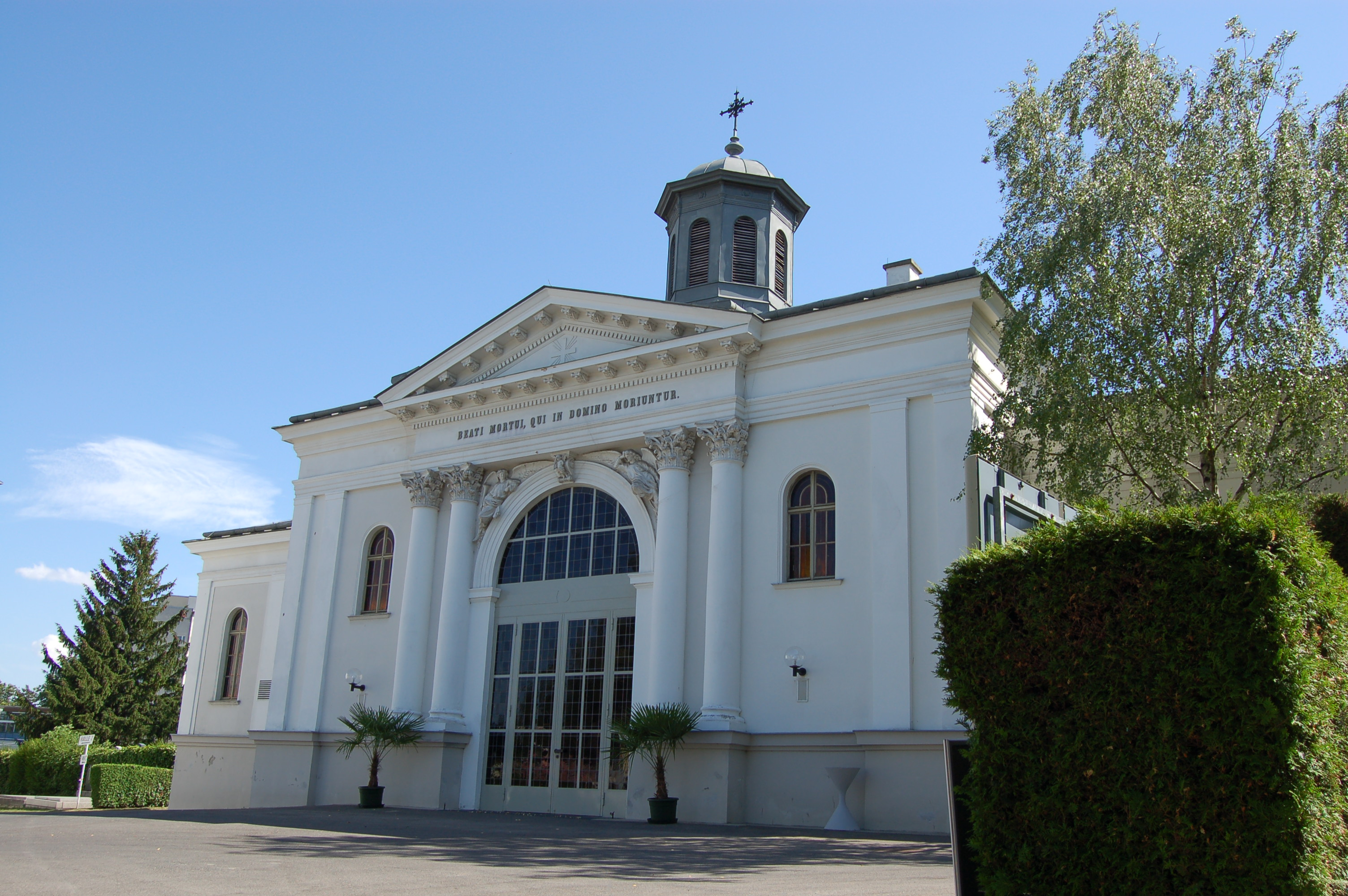
Ottakringi temető
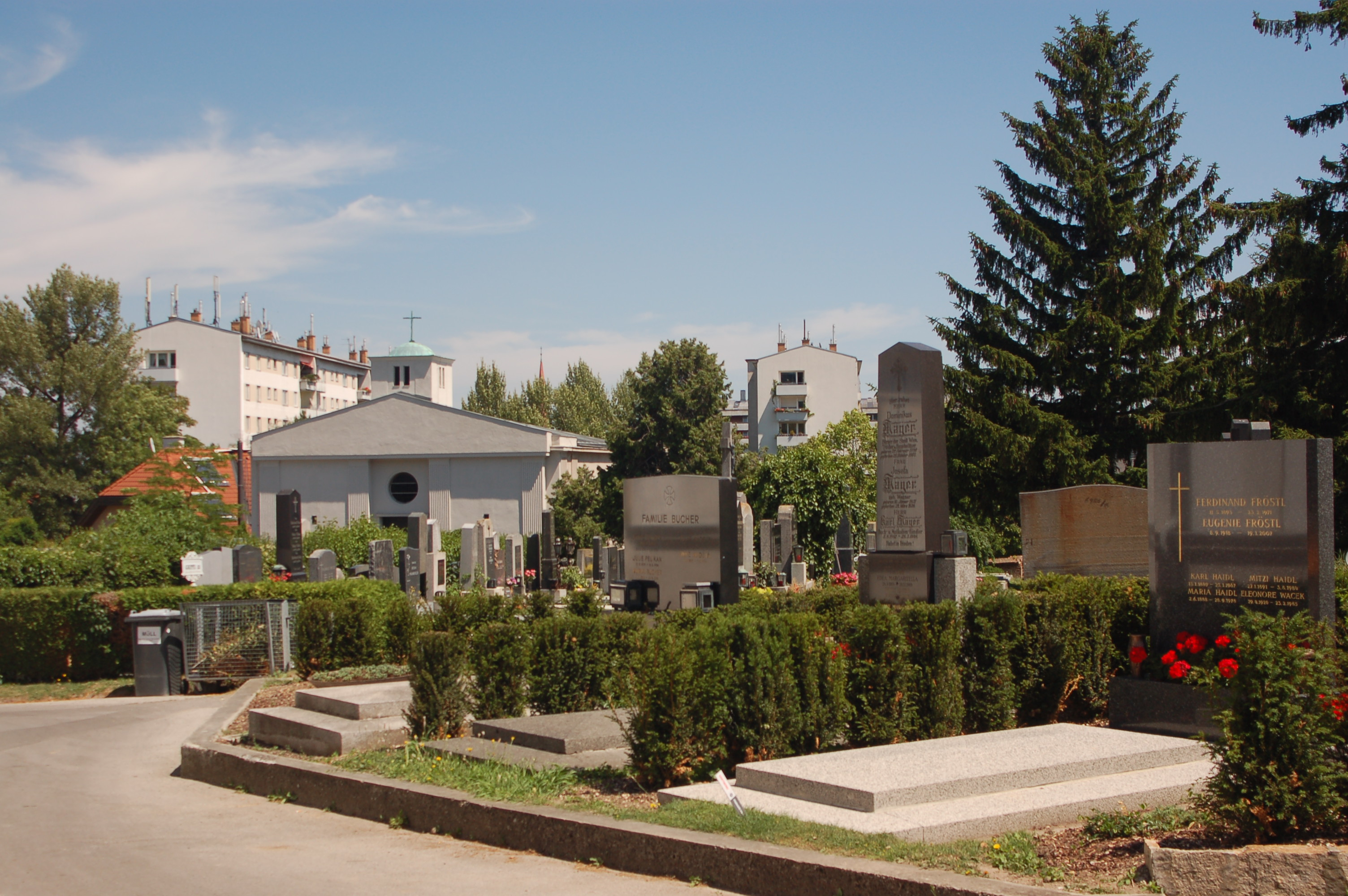
Ottakringi temető
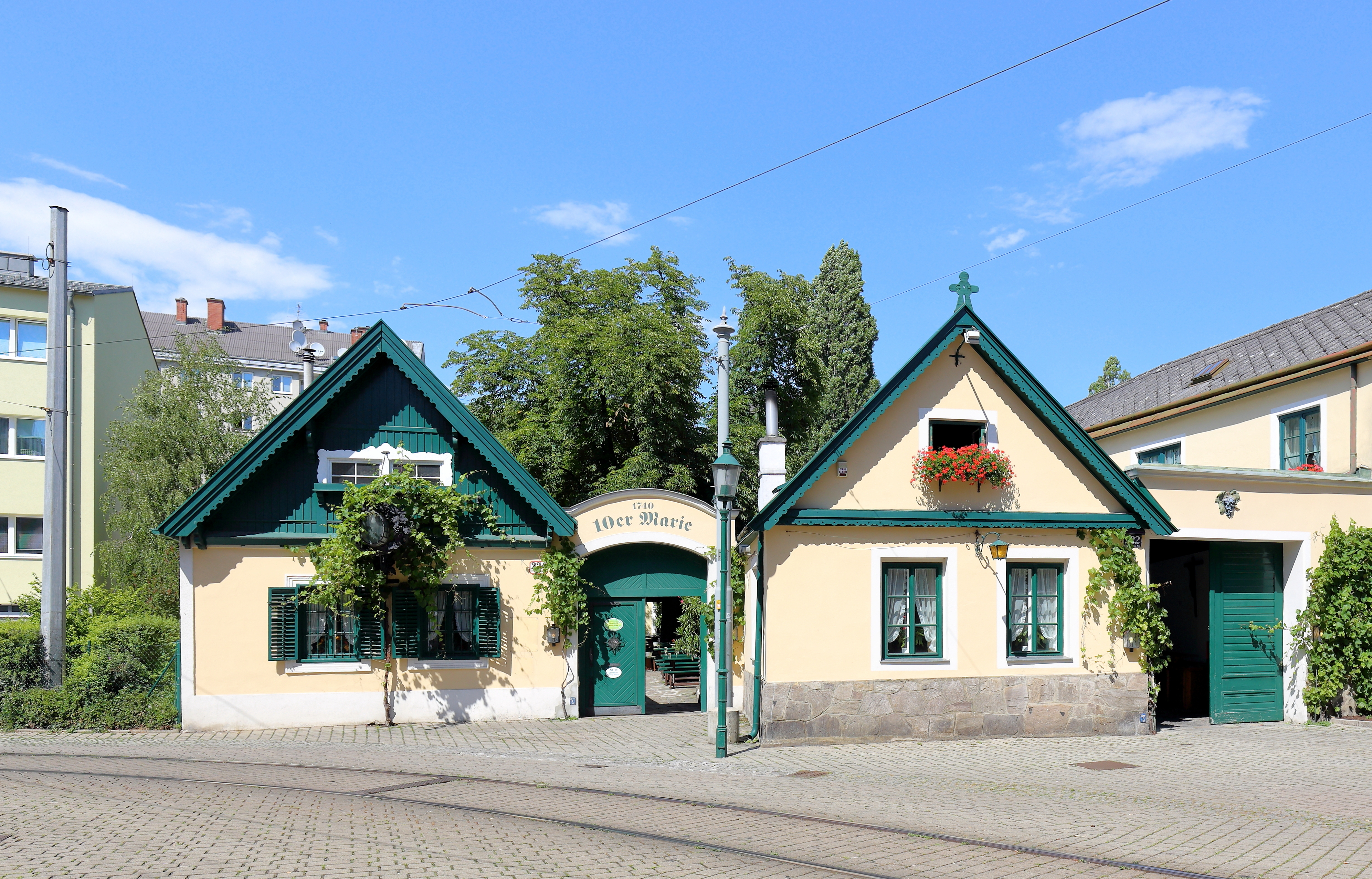
10er Marie  Alt-Ottakringban
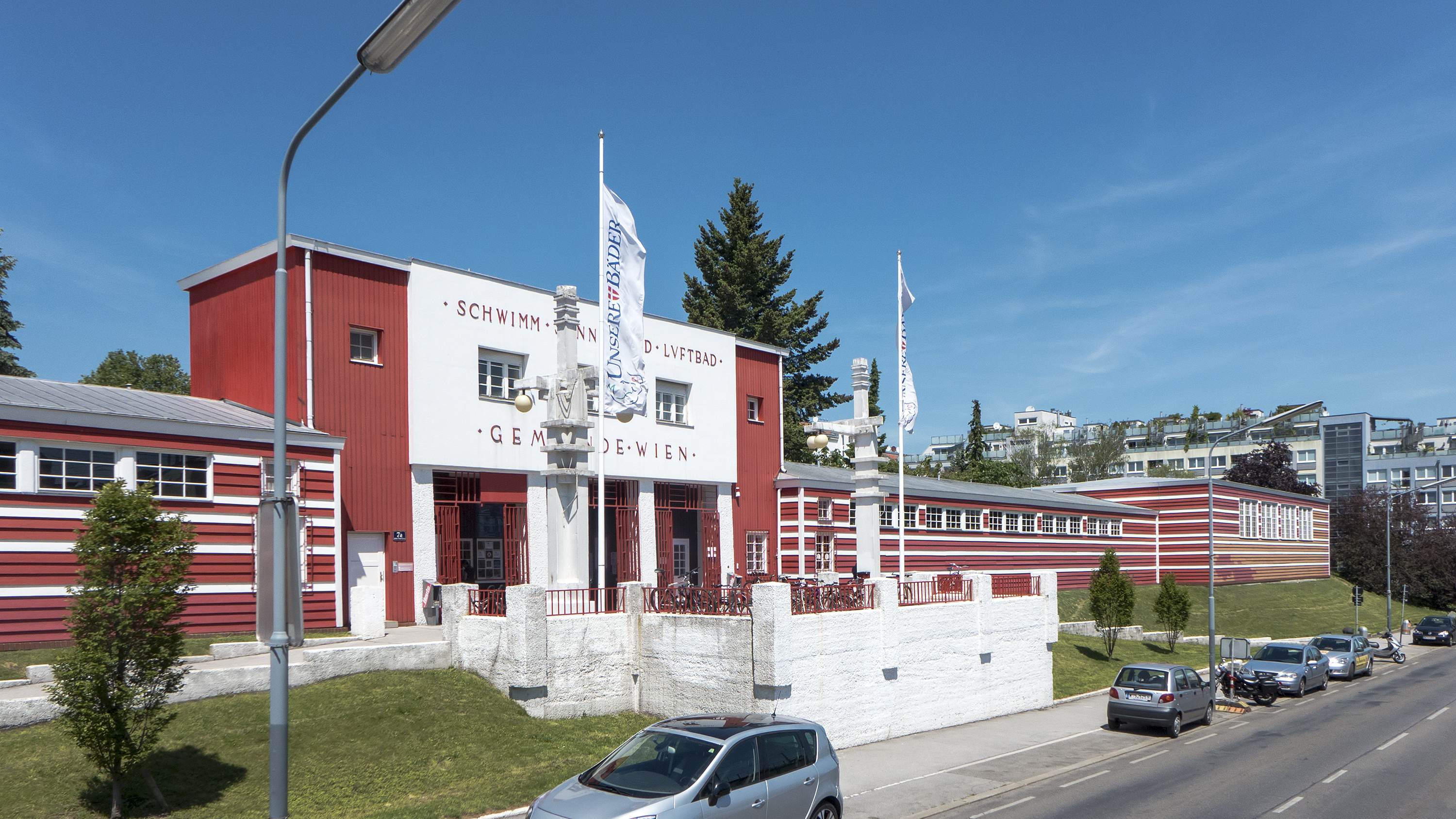
A Kongressbad fürdő
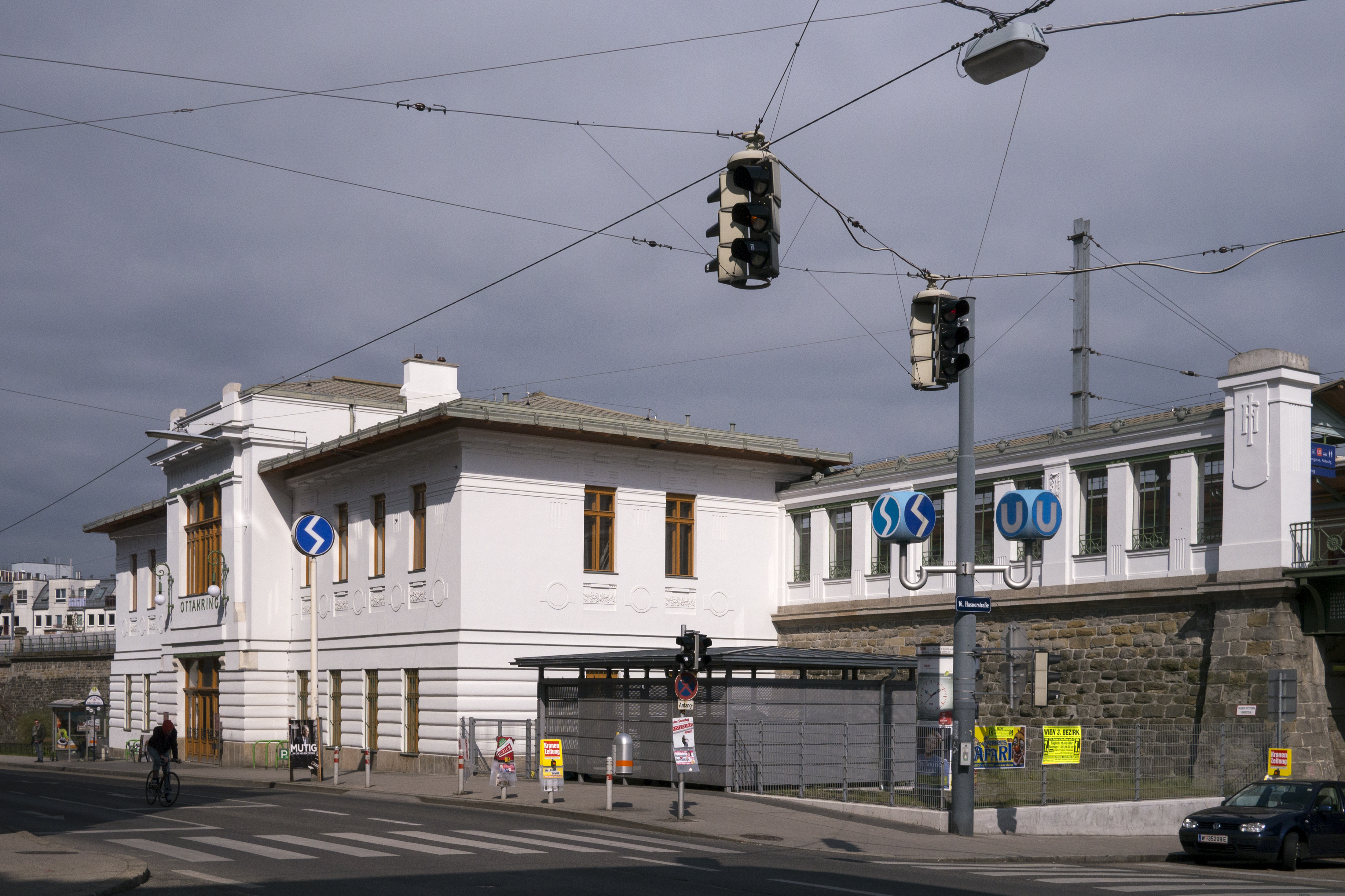
A vasútállomás
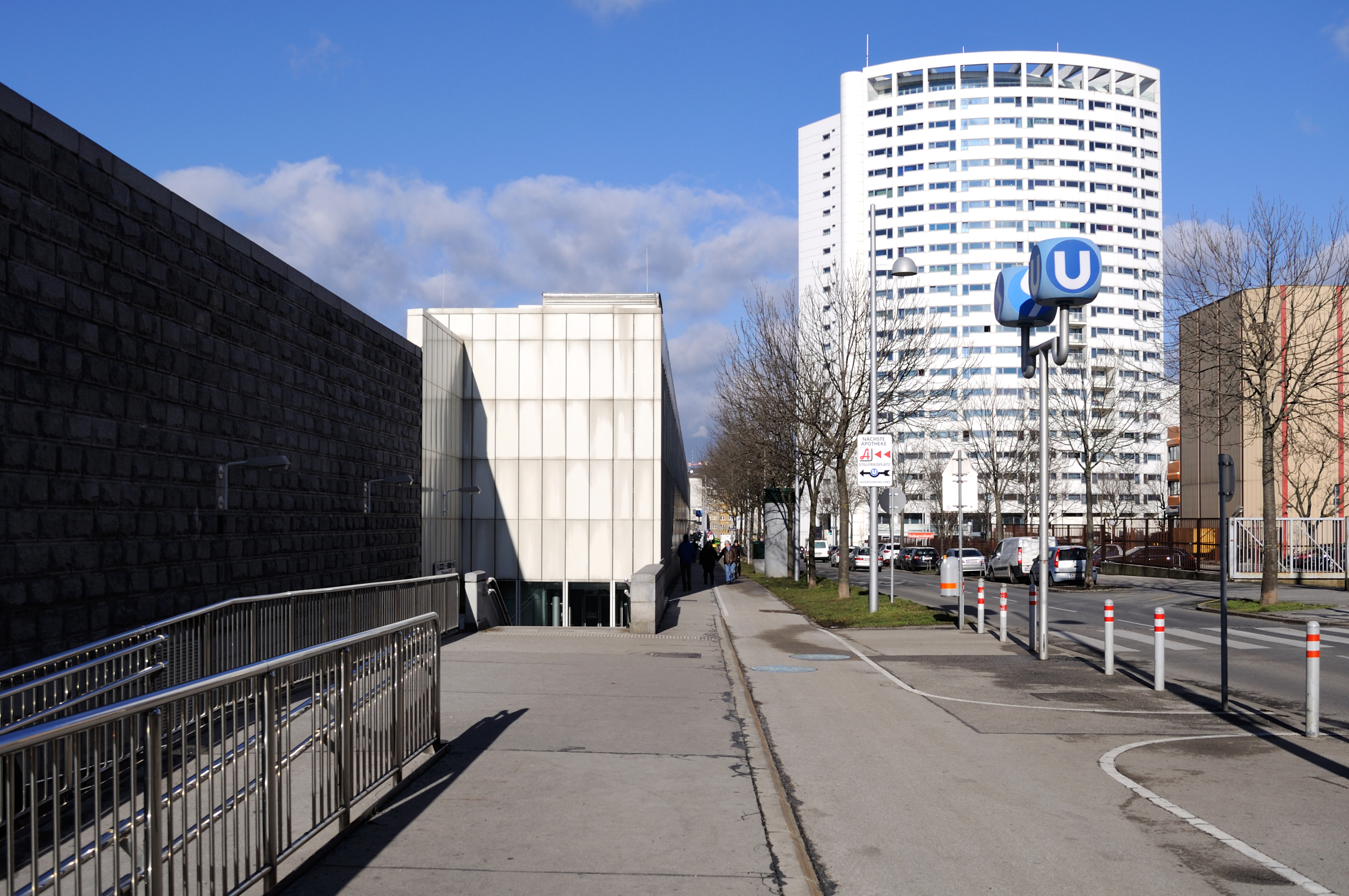
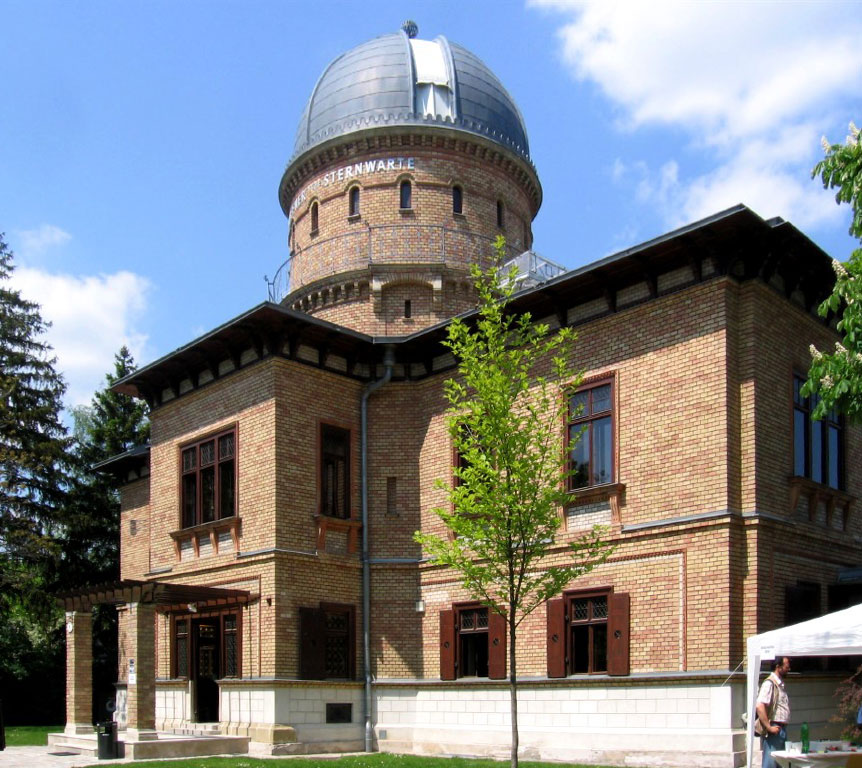
A Kuffner obszervatórium
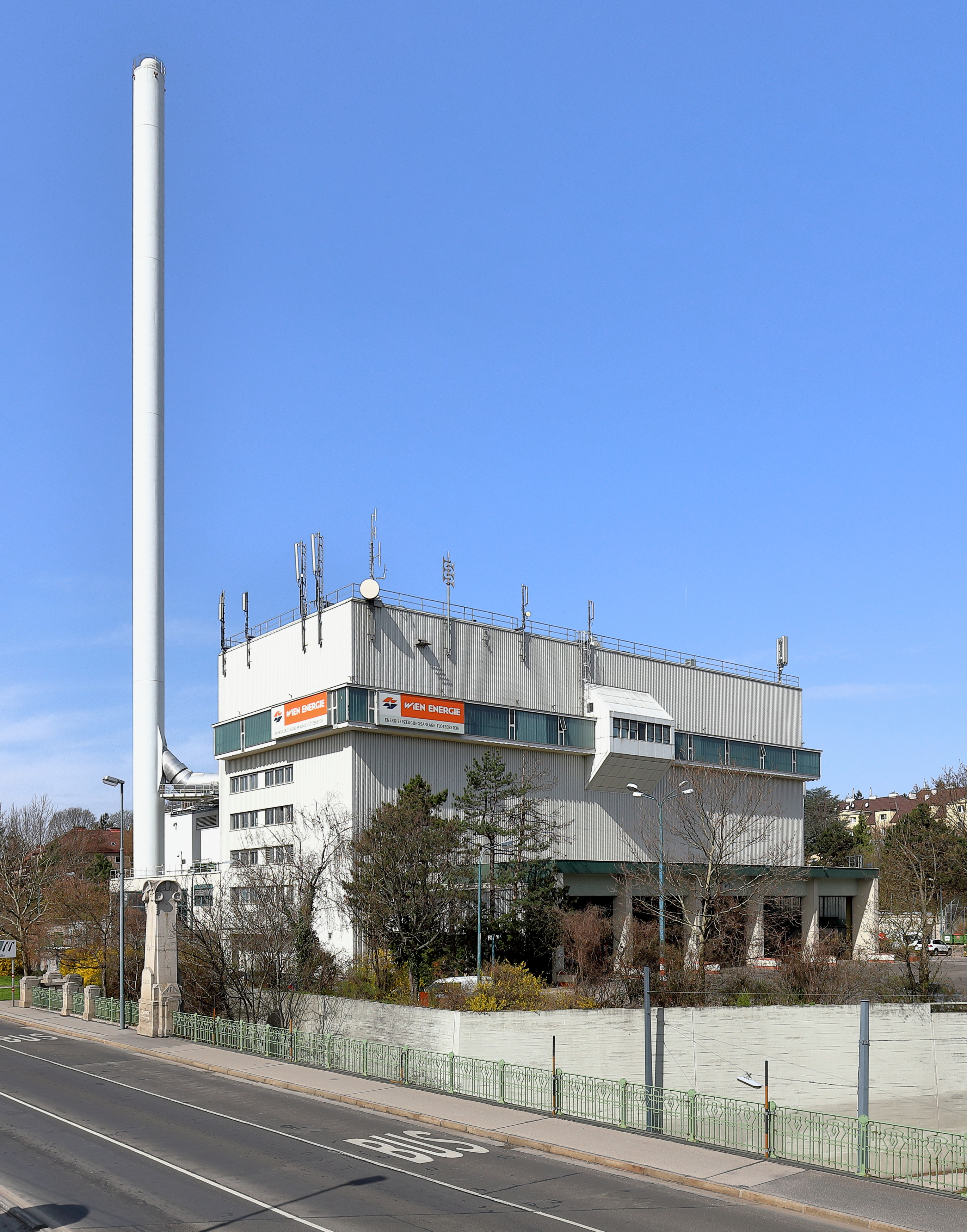
A Flötzersteig hulladékégető a 99,2 méteres kéménnyel
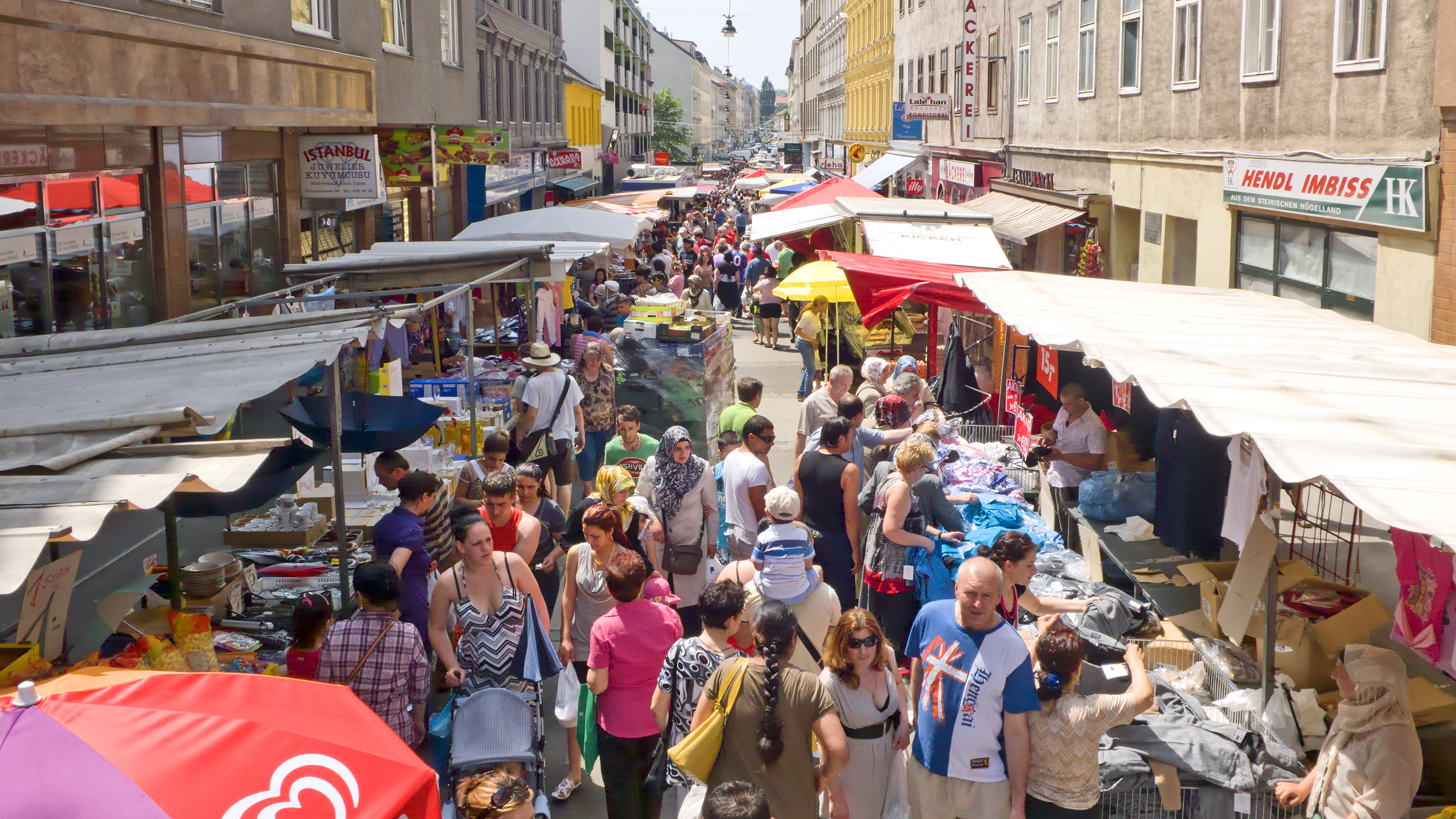
Brunnenmarkt
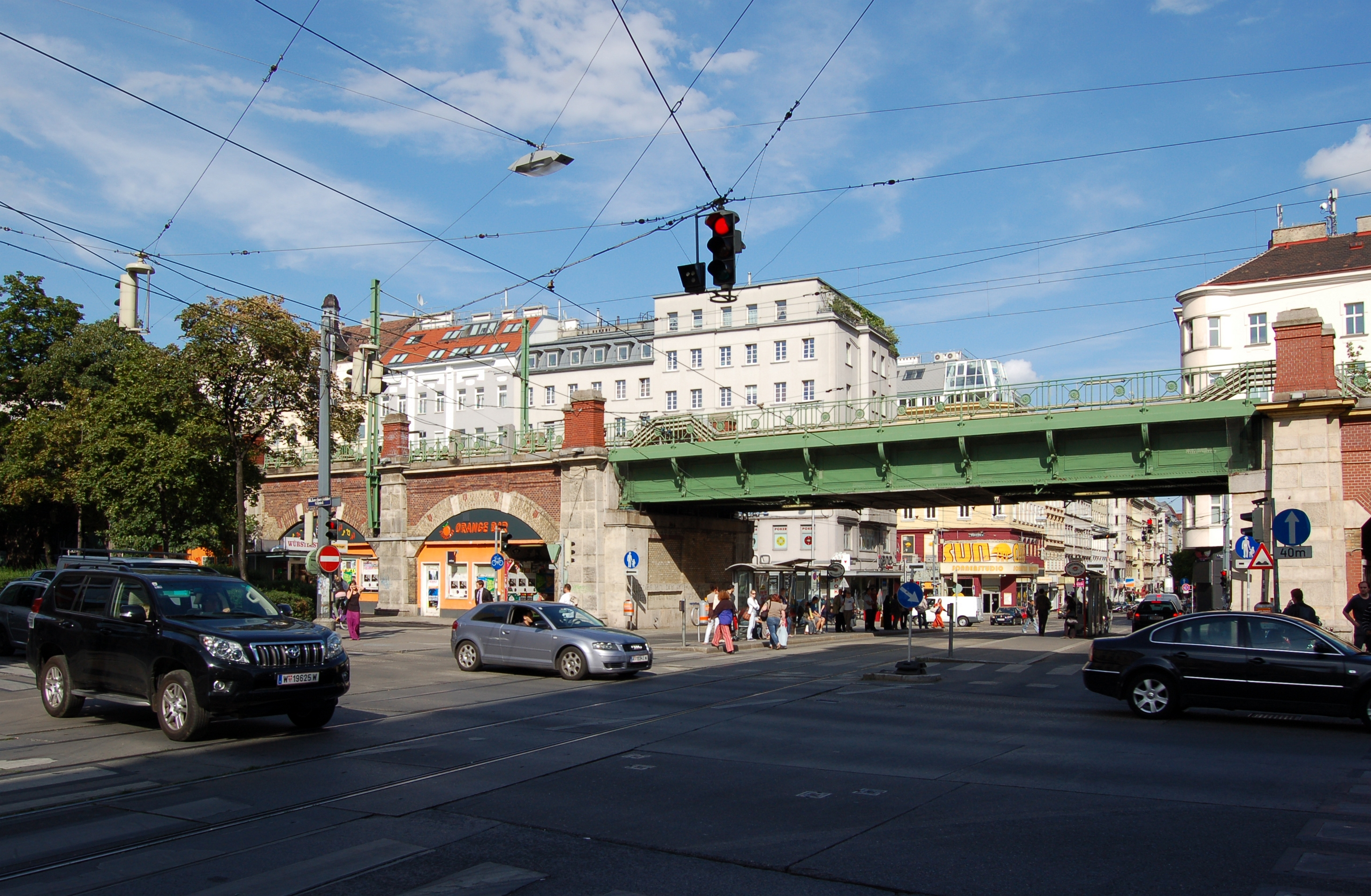
Lerchenfelder Gürtel

## Népessége
Népességnövekedés
forrás: Statistik.at

## Közlekedés

### Vasút
Az U3-as metróvonalnak Wien Ottakring állomáson van az egyik végállomása.

### Fontosabb közutak
- Flötzersteig Straße (B223: Flötzersteig, Joachimsthalerplatz, Wernhardtstraße, Gutraterplatz, Spetterbrücke, Gablenzgasse; Pfenninggeldgasse és Koppstraße ill. Gablenzgasse)
- Lerchenfelder Gürtel (B221)
- Wiener Vororte Straße (B222: Julius-Meinl-Gasse, Lobmeyrgasse, Sandleitengasse, Maroltingergasse)

## Híres emberek
- Michael Häupl, Bécs polgármestere 1993 és 2018 között
- Johann Schrammel és Josef Schrammel, zenészek
- Josef Uridil (1895–1962), labdarúgó, edző
- Josef Weinheber (1892–1945), költő

## Fordítás
- Ez a szócikk részben vagy egészben  az   Ottakring című német Wikipédia-szócikk ezen változatának fordításán alapul.  Az eredeti cikk szerkesztőit annak laptörténete sorolja fel. Ez a jelzés csupán a megfogalmazás eredetét és a szerzői jogokat jelzi, nem szolgál a cikkben szereplő információk forrásmegjelöléseként.

## Kapcsolódó szócikk
- Bécs kerületei